# Virginia Casta
Virginia Casta es una película colombiana de 2017 dirigida y escrita por Claudio Cataño. Estrenada el 6 de julio de 2017, fue protagonizada por Juliana Betancourth, José Ángel Bichir, Aldemar Correa, Cristina Umaña, Marcela Carvajal y Majida Issa. Se basó en la novela homónima de Patricia Castañeda.

## Sinopsis
Virginia es una mujer de 30 años insatisfecha con su vida. Su decisión fallida de suicidarse la convierte en toda una celebridad en los medios, llevándola a vivir la vida que nunca pudo tener y que siempre quiso.

## Reparto
- Juliana Betancourth es Virginia.
- José Ángel Bichir es el caleño.
- Cristina Umaña es Eva.
- Marcela Carvajal es Antonia.
- Aldemar Correa es Martín.
- Majida Issa es Luisa.
- Julián Caicedo es Andrés.